# 4493 Найтоміцу
4493 Найтоміцу (4493 Naitomitsu) — астероїд головного поясу, відкритий 14 жовтня 1988 року.
Тіссеранів параметр щодо Юпітера — 3,223.
Названо на честь Найто Міцу (яп. ないとう・ミツ(内藤ミツ) найто: міцу)